# Roy Brown (payaso)
Roy Thomas Brown (8 de julio de 1932 – 22 de enero de 2001) fue un artista, presentador televisivo, marionetista y payaso de nacionalidad estadounidense, conocido principalmente por interpretar a "Cooky the Cook" en los programas infantiles emitidos en Chicago Bozo's Circus y The Bozo Show.

## Biografía
Nacido en Tucsón, Arizona, vivió desde temprana edad en el área de Chicago. Brown se graduó en la Austin Community Academy High School de Chicago y en la Chicago Academy of Fine Arts, empezando a trabajar en la serie infantil Garfield Goose and Friends, de la WBKB-TV, en 1952 como titiritero y director artístico. Cuando Garfield Goose pasó a la WGN-TV en 1955, Brown permaneció en el programa, trabajando en el mismo hasta el cese de sus emisiones en 1976. Cuando Ray Rayner inició su programa matinal Ray Rayner and His Friends en la WGN-TV, Brown fue contratado como director artístico, trabajando como titiritero con el personaje llamado Cuddly Dudley, un gran perro de color naranja creado por el propietario de la WGN-TV, el Chicago Tribune, como artículo promocional. Brown permaneció en el show de Rayner hasta su emisión final en 1981.
Fue, sin embargo, en el programa Bozo's Circus, donde Brown tuvo la oportunidad de brillar como intérprete frente a la cámara. Cuando el productor del show, Don Sandburg, que actuaba encarnando a un payaso llamado Sandy the Tramp, anunció en 1968 que dejaba el programa, Brown tomó uno de los viejos disfraces de Bozo, lo modificó a su estilo, y se presentó para una prueba en directo. La respuesta del público al personaje creado por Brown, Cooky, fue positiva. Rayner, que también actuaba como Oliver O. Oliver en Bozo's Circus, dejó el show en 1971, con lo que Cooky pasó a ser la principal contrapartida de Bozo hasta su retiro en 1994. Aunque el Cooky de Brown superó en un año los 24 durante los cuales Bob Bell interpretó a Bozo, las actuaciones de Cooky durante su último año eran de shows previos, debido a problemas de salud de Brown.
Brown ganó un Premio Emmy de carácter local, de la zona Chicago/Medio Oeste, en 1992 y fue elegido para formar parte del International Clown Hall of Fame al año siguiente. Además, Brown fue miembro de la sede de Chicago de la National Academy of Television Arts and Sciences en 1993. A pesar de todo ello, la mala salud forzó a Brown a retirarse en 1994. Tras su retiro, donó parte de su indumentaria y del material utilizado como payaso al International Clown Hall of Fame. A pesar de ello Brown fue capaz de participar en el 35º aniversario de Bozo's Circus en 1996 y tomar parte de "An Evening With Roy Brown", auspiciado por el Museum of Broadcast Communications. La última actuación de Brown en el show tuvo lugar el 26 de agosto de 2000.
Roy Brown falleció en 2001 en Chicago, Illinois, a causa de una insuficiencia cardiaca. Fue enterrado en el Cementerio Memory Gardens de Arlington Heights, Illinois. 

### Multimedia
- Bozo's Circus at Chicagofest (enlace roto disponible en Internet Archive; véase el historial, la primera versión y la última). 1979. Brown como Cooky. Museum of Broadcast Communications (Windows Media Player)
- Bozo 25th Anniversary (enlace roto disponible en Internet Archive; véase el historial, la primera versión y la última). 1986. Museum of Broadcast Communications (Windows Media Player)
- Garfield Goose and Friends clip (enlace roto disponible en Internet Archive; véase el historial, la primera versión y la última). Década de 1970 Museum of Broadcast Communications (Windows Media Player)
- Garfield Goose and Friends clips (enlace roto disponible en Internet Archive; véase el historial, la primera versión y la última). Década de 1970 Museum of Broadcast Communications (Windows Media Player)
- Garfield Goose and Friends clip (enlace roto disponible en Internet Archive; véase el historial, la primera versión y la última). Década de 1970 Museum of Broadcast Communications (Windows Media Player)

- Datos: Q7372612